# Новый Шлях (Николаевская область)
Новый Шлях (укр. Новий Шлях) — село в Снигирёвском районе Николаевской области Украины.

## История
Основано в 1931 году в качестве еврейской земледельческой колонии.
В 1946 году указом ПВС УССР хутор № 10 переименован в Новый Шлях.
Население по переписи 2001 года составляло 389 человек. Почтовый индекс — 57356. Телефонный код — 5162.

## Местный совет
57357, Николаевская обл., Снигирёвский р-н, с. Гороховское, ул. Почтовая, 8

## Расстрел евреев
Во время Второй мировой войны еврейское население села Новый Шлях почти полностью было уничтожено. По словам очевидцев, сразу после оккупации немецкое командование установило в селе «смотрящих» (их ещё называли полицаями) из местных (в количестве 3 человек), которые очень хорошо знали кто к какой национальности принадлежит. В короткие сроки были составлены списки граждан еврейского происхождения. Летом 1941 года по селу расклеили объявления, где всем евреям было приказано в обязательном порядке на указанное время явиться в сельский клуб. Там их раздевали до нательного белья, ценные вещи и документы было приказано оставить. По словам очевидцев, под дулами автоматов евреев выгоняли на восточную окраину села к заброшенному колодцу, у которого и происходила казнь.